# Distretto di Bukedea
Il distretto di Bukedea è un distretto dell'Uganda, situato nella Regione orientale.